# Pau de Miró i March
Pau de Miró i March (Reus, 25 d'octubre de 1735 - Reus, 22 d'abril de 1802) va ser un comerciant i terratinent català.
Fill de Pau de Miró i Claveguera, no abandonà el món dels negocis malgrat l'ennobliment familiar. Seguí en el comerç, com el seu pare, i va consolidar i augmentar la fortuna familiar. Es va casar el 1757 amb Maria Francesca de Folch i Peyrí, filla de Francesc de Folch i Lluch, cavaller de Vinyols i els Arcs que vivia a Vila-seca. La seva dona va morir el 1782 i va ser enterrada al convent de Sant Francesc. Pau de Miró va tenir un paper molt actiu en la vida social i econòmica de Reus. Membre, com el seu pare, de la Reial Mestrança de Sevilla, cavaller amb escut d'armes, va ser alcalde de Reus el 1773-1774. S'enriquí amb l'especulació urbana, venent terrenys familiars situats al carrer de Llovera i al carrer Ample, quan començava l'expansió de la ciutat. Va ser un dels promotors de la balandra Verge de Misericòrdia, feta construir per elements de la burgesia comercial reusenca per dedicar-la al cors i armada amb setze canons, tot aprofitant l'oportunitat que oferia la declaració de guerra de Carles III a la Gran Bretanya i que va actuar des del 1779 fins, almenys, el 1783 amb un cert èxit.
Va voler eixamplar el Palau Miró, la casa que el seu pare havia començat a construir a la plaça de les Monges, a Reus, a l'actual Plaça de Prim, i va intentar comprar diversos terrenys en aquell indret, sense aconseguir-ho. Durant la Guerra Gran, el 1794 i 1795, va ser membre de la Junta d'armament del Corregiment de Tarragona. En morir, el 1802, se li calculava una fortuna de més de 100.000 lliures. En el seu testament disposava que es fes una sepultura a l'església del convent de Sant Francesc, entre la porta del claustre i el presbiteri o al mateix presbiteri. El seu fill Agustí de Miró i de Folch, comerciant i militar, va incrementar el patrimoni.